# Weippert
Das Unternehmen Weippert ist ein Produzent von  Wohnwagen im Luxus-Segment mit Sitz in Kerken.

## Geschichte
Hauptabnehmer der Wohnwagen sind Schausteller, Zirkus-Künstler und reisende Händler, die einen hohen Anteil des Jahres in ihrem Wohnwagen leben. Das Unternehmen hatte seit Beginn der 90er Jahre das Problem, dass jeder Camper die Qualität der Marke anerkannte, aber nur ein geringer Teil des Marktes bereit war, den Preis für diese Qualität zu zahlen. Einzige Ausnahme hiervon ist die Gruppe der Schausteller, da diese ihre Wohnwagen mindestens 9 Monate pro Jahr und das über einen Zeitraum von mehr als 15 Jahren täglich nutzen. Versuche, z. B. durch Beteiligung eines Mehrheitsgesellschafters, das Unternehmen wirtschaftlich wieder in ruhiges Fahrwasser zu bringen sind aus vielen Gründen gescheitert. Insofern hat das Unternehmen seine Tätigkeit zunächst Ende 2005 eingestellt. Seit März 2006 hat die Familie Weippert schrittweise die Marke wieder auf dem Markt etabliert. Im Frühjahr 2008 wurde die neue Baureihe Isabella 790 / 990 vorgestellt. Die Auslieferung der ersten Fahrzeuge erfolgte im Herbst 2008.
Weippert baut zudem Sonderversionen nach den Wünschen der Käufer.